# Пурпурен цвят (филм)
Вижте пояснителната страница за други значения на Пурпурен цвят.
„Пурпурен цвят“ е американски исторически филм, режисиран от Стивън Спилбърг, по едноименния роман на Алис Уокър. Това е осмият филм на Спилбърг като режисьор (без телевизионния филм от 1971 година „Дуел“) и бележи промяна от летните касоразбивачи, с които станал известен. Филмът е сниман в Северна Каролина. Той разказва историята на младото афроамериканско момиче Сели и показва проблемите на афроамериканските жени в първите години на XX век, включващи бедност, расизъм и сексизъм. Сели се преобразява след като намира своите сили с помощта на две нейни спътнички.
В главните роли са Упи Голдбърг като Сели, Дани Глоувър като Мистър и Опра Уинфри като София (снаха на Мистър).
Въпреки че е номиниран за единадесет награди „Оскар“, филмът не печели нито една, което е възприето като пренебрежение и предизвиква противоречия.